# Cryptotis monteverdensis
Cryptotis monteverdensis és una espècie d'eulipotifle de la família de les musaranyes. És endèmica de Costa Rica, on viu a altituds d'aproximadament 1.550 msnm. Es tracta d'una espècie de Cryptotis de mida mitjana. Té una llargada de cap a gropa de 80 mm i una cua de 46 mm. El seu pelatge és de tons foscos. Com que fou descoberta fa poc, encara no se n'ha avaluat l'estat de conservació.